# Karpenisi
Karpenisi es la ciudad capital de la unidad periférica de Euritania, en la periferia de Grecia Central. A la ciudad le cruzan varios ríos que son: río Aqueloo y el río Megdova. Al norte de la ciudad está el Monte Timfristos.

## Unidades municipales
- Agia Vlacherna
  - Ampelia
  - Vamvakies
- San Andrés
- San Nicolás
  - Lefka
- Fidakia
- Kalesmeno
  - Ano Kalesmeno
  - Armoniada
  - Monastiraki
- Klafsion
- Koryschades
  - Mesampelia
- Myriki
- Papparousi
  - Dytiko Papparousi
- Pavlopoulo
  - Pappadia
- Sella
  - Milea
- Stefani
- Stenoma
- Voutyro

- Datos: Q771781
- Multimedia: Karpenisi / Q771781

1. ↑  Worldpostalcodes.org,código postal n.º 36100.